# Eberhard Illner

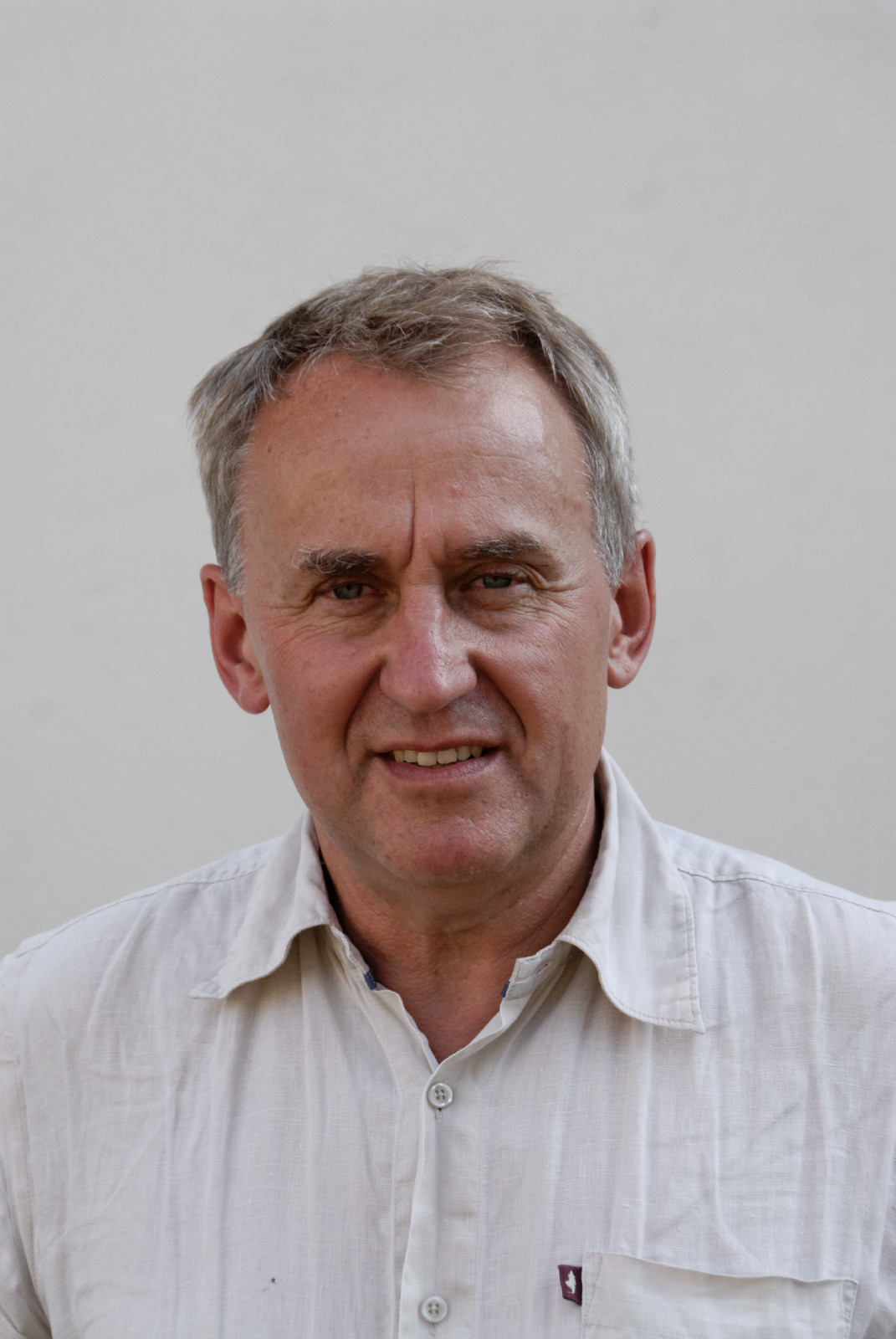
Eberhard Illner

Eberhard Illner (* 11. März 1954 in Düsseldorf) ist ein deutscher Historiker und Autor.

## Leben
Illner studierte Geschichte und Soziologie an der Universität zu Köln und wurde 1981 von der Philosophischen Fakultät im Hauptfach Neuere Geschichte  promoviert. 1983 Assessor des Höheren Archivdienstes. Wissenschaftlicher Mitarbeiter am Bundesarchiv Koblenz 1984–1986. Von 1986 bis 2006 arbeitete er als Archivar am Historischen Archiv der Stadt Köln und war nach Abschluss des Projektes „Dokumentation Kölner Kulturleben nach 1945“ (1990–1995) zuletzt für den Bereich Sammlungen, Fotografie und Nachlässe verantwortlich. Illner übernahm im Oktober 2008 die Leitung des Historischen Zentrums in Wuppertal. Bis zu seiner Pensionierung im Februar 2018 organisierte er mehrere Sonderausstellungen und intensivierte die internationale Zusammenarbeit des Friedrich Engels Hauses sowie des Museums für Frühindustrialisierung. Als freier Autor forscht er zur Wissenschafts- und Technikgeschichte des 18. und 19. Jahrhunderts.

## Schriften (Auswahl)
- Bürgerliche Organisierung in Elberfeld 1785–1850, Neustadt/Aisch 1982. (Dissertation)
- Rheinischer Städteatlas, Mitarbeit von Eberhard Illner, 1985.
- Demokratie und Toleranz. Die Mittwochgespräche und die Kölner Nachkriegsgesellschaft, in: Historisches Archiv der Stadt Köln (Hg.), Freier Eintritt, Freie Fragen, Freie Antworten. Die Kölner Mittwochgespräche 1950 – 1956, Köln 1991.
- Zwischen juste milieu und neuer Unrast. Gesellschaft, Politik und Kultur in Köln um 1960, In: Historisches Archiv der Stadt Köln (Hg.), intermedial, kontrovers, experimentell. Das Atelier Mary Bauermeister in Köln 1960 – 1962, Köln 1993.
- mit Reinhold Billstein, You are now in Cologne, compliments. Köln 1945 in den Augen der Sieger,  Emons Verlag: Köln 1995.
- Von der Botschaft zur Gesellschaftskritik. Kulturpolitik in Köln 1945 – 1979, in: Historischen Archiv der Stadt Köln (hg.), Kunst und Kultur in Köln nach 1945, Wienand Verlag: Köln 1996.
- Petitionen und Barrikaden. Rheinische Revolutionen 1848/49, Mitarbeit von Eberhard Illner, Münster: Aschendorff, 1998.
- Protest in Köln. Sammlung von Dokumenten zur sozialen Bewegung 1970–1995, Mitarbeit von Eberhard Illner, Böhlau: Köln, Weimar, Wien 1999.
- René König: Ich bin Weltbürger. Originaltonaufnahmen 1954–1980, herausgegeben von Jürgen Elias, Eberhard Illner, Oliver König und Klaus Sander, Köln 2006, ISBN 978-3-932513-71-8.
- Zwischen den Trümmern von Köln, in: Bodo von Dewitz (Hg.), Chargesheimer. Bohemien aus Köln 1924 – 1971, Köln 2007.
- Kein schöner Ding ist auf dieser Welt als seine Feinde zu beißen … . Rheinische Literatur im Vormärz und Revolution 1840–1850, Mitarbeit von Eberhard Illner, Heinrich-Heine-Institut Düsseldorf, 2008.
- mit Matthias Winzen (Hg.) Licht fangen. Zur Geschichte der Fotografie im 19. Jahrhundert, Snoeck: Köln 2009.
- Der Pariser Boulevard, die Bohème und Jacques Offenbachs Operetten, in: Bodo von Dewitz (Hg.), La Bohème, Steidl Verlag: Göttingen 2010.
- Das Textilunternehmen Engels in Manchester. Wirtschaftsbeziehungen und Arbeiterverhältnisse, in: Marx-Engels Jahrbuch 2011, Akademie Verlag: Berlin.
- Von Werten und Preisen. Alfred Sisley und der Erfolg in der Kunst, in: Gerhard Finckh (Hg.), Alfred Sisley, Wuppertal 2011.
- Eduard von der Heydt – Kunstsammler, Bankier, Mäzen, Eberhard Illner (Hg.), Prestel Verlag: München, London, New York 2013.
- mit Matthias Winzen (Hg.), Technische Paradiese. Die Zukunft in der Karikatur des 19. Jahrhunderts, Athena Verlag: Oberhausen 2016.
- Karl Marx und Friedrich Engels – ein „Compagniegeschäft“ zur Erklärung der Welt, in: Beatrix Bouvier, Rainer Auts (Hg.), Karl Marx 1818–1883 Leben. Werk. Zeit. Theiss Verlag: Darmstadt 2018.
- Fragen der Technik bei großen Ökonomen (Adam Smith, David Ricardo, Charles Babbage, Karl Marx und Friedrich Engels), in: Modern Philosophy, Beijing 2019.
- mit Norbert Koubek / Hans A. Frambach (Hg.), Friedrich Engels. Das rot-schwarze Chamäleon, wbg Academic: Darmstadt 2020.
- Friedrich Engels and Electricity, in: Jürgen Georg Backhaus, Günther Chaloupek Hans A. Frambach (Ed.), 200 Years of Friedrich Engels – A Critical Assessment of his Life and Scholarship, Springer: Cham 2022
- mit Hans A. Frambach und Norbert Koubek (eds): The Life, Work and Legacy of Friedrich Engels: Emerging from Marx’s Shadow, Bloomsbury Academic, London 2023, ISBN 978-1-350-27267-5.